# Attachment unit interface
Pour les articles homonymes, voir AUI.

Attachment unit interface (AUI) ou interface de raccordement à l'unité, est une interface qui assure la liaison entre l'unité de raccordement au support (MAU) et la sous-couche (partie supérieure de la couche physique dans le modèle OSI de l'ISO) de signalisation de la couche physique (PLS ou Physical Layer Signaling) du standard Ethernet 1 Mbit/s - 10 Mbit/s.

## Description

### Aperçu général
Un terminal, une station de travail ou un ordinateur (DTE) peuvent se trouver à une distance suffisamment éloignée du moyen de raccordement au support (MAU) lié au réseau de transmission de données pour qu'une connexion directe ne soit pas possible. L'interface AUI apporte la souplesse nécessaire qui permet de réaliser cette connexion entre ces équipements ou DTE et le réseau informatique.

### Aperçu technique

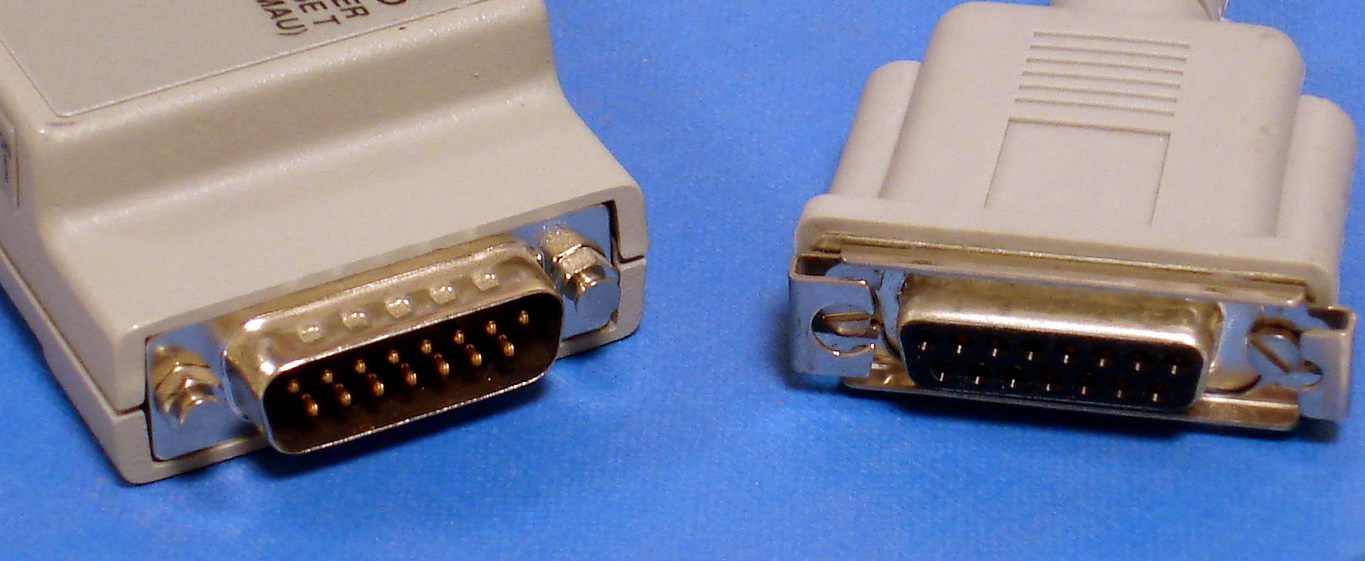
Interface AUI. Ici, le connecteur femelle (à droite) de l'AUI se branche au connecteur mâle (à gauche) du MAU.

L'interface AUI se présente sous la forme d'un câble terminé aux extrémités par des connecteurs SUB-D 15 points. Une des extrémités comporte un connecteur femelle qui se connecte au MAU tandis que l'autre se raccorde au DTE par le biais d'un connecteur mâle. 
La correspondance des contacts avec les signaux et représentée dans le tableau ci-dessous qui est adapté de celui consigné dans la clause 7 du standard IEEE 802.3-2005 - Section 1 :
| Contact | Circuit | Description                                |
| ------- | ------- | ------------------------------------------ |
| 3       | DO-A    | Circuit A : Data Out                       |
| 10      | DO-B    | Circuit B : Data Out                       |
| 11      | DO-S    | Circuit Shield (non utilisé) : Data Out    |
| 5       | DI-A    | Circuit A : Data In                        |
| 12      | DI-B    | Circuit B : Data In                        |
| 4       | DI-S    | Circuit Shield : Data In                   |
| 7       | CO-A    | Circuit A (non utilisé) : Control Out      |
| 15      | CO-B    | Circuit B (non utilisé) : Control Out      |
| 8       | CO-S    | Circuit Shield (non utilisé) : Control Out |
| 2       | CI-A    | Circuit A : Control In                     |
| 9       | CI-B    | Circuit B : Control In                     |
| 1       | CI-S    | Circuit Shield : Control In                |
| 6       | VC      | Voltage Common                             |
| 13      | VP      | +12 V                                      |
| 14      | VS      | Voltage Shield (non utilisé)               |
| Shell   | PG      | Masse                                      |